# Michael Woodford
Michael Dean Woodford (sinh 1955, ở Chicopee, Massachusetts) là một nhà kinh tế học vĩ mô người Hoa Kỳ người hiện nay giảng dạy tại Đại học Columbia. Đề tài nghiên cứu đầu tiên của ông bao gồm sunspot equilibria và cạnh tranh không hoàn hảo. Gần đây ông đã nghiên cứu nhiều đề tài liên quan đến chính sách tiền tệ, bao gồm cả Lý thuyết tài chính về mức giá, hiệu quả của chính sách tiền tệ như người tiêu dùng sử dụng tín dụng nhiều hơn và ít dùng tiền mặt, và lạm phát mục tiêu theo quy tắc.